# Trogon aurantiiventris
Trogon aurantiiventris е вид птица от семейство Трогонови (Trogonidae).

## Разпространение
Видът е разпространен в Белиз, Боливия, Бразилия, Венецуела, Гватемала, Гвиана, Еквадор, Колумбия, Коста Рика, Мексико, Никарагуа, Панама, Перу, Салвадор, Суринам, Тринидад и Тобаго, Френска Гвиана и Хондурас.